# Jesse Collings
Jesse Collings (2 décembre 1831 - 20 novembre 1920) est maire de Birmingham, en Angleterre, député libéral (plus tard libéral unioniste), mais est surtout connu au niveau national au Royaume-Uni en tant que défenseur de la réforme de l'éducation et de la Réforme agraire .

## Jeunesse
Il est le plus jeune fils de Thomas Collings, Littleham-cum-Exmouth, Devon et Annie Palmer. Son père est maçon, qui a ensuite créé une petite entreprise de construction. Il fait ses études à la Dame School et pendant un certain temps à la Church House School de Stoke à Plymouth. Il commence à travailler en tant qu'assistant de magasin à l'âge de 15 ans, avant de devenir commis-voyageur pour une entreprise de quincaillerie. En 1850, il commence à travailler pour Booth and Company, une entreprise de forgerons à Birmingham. En 1864, il devient associé dans l'entreprise renommée Collings and Wallis. En 1879, il se retire du partenariat. Il est venu sous l'influence de George Dawson (prédicateur), avec d'autres familles éminentes, à fréquenter l'église du Sauveur de Dawson, et est devenu un adhérent de la doctrine de Dawson de « l'Évangile civique (en) » .
En 1858, il épouse Emily Oxenbould, la fille d'un maître de la King Edward's Grammar School de Birmingham. Ils ont une fille .

## Conseil municipal de Birmingham
Il est un ami proche de Joseph Chamberlain  et soutient le groupe radical autour de Chamberlain  dans le développement de programmes d'amélioration locaux à Birmingham, dans les parcs et ce qui s'appelait à l'époque "le socialisme du gaz et de l'eau" . Il reprend la gestion pratique du comité d'éducation  et est maire de Birmingham en 1878-1879. Il est responsable des bibliothèques publiques gratuites à Birmingham et est le premier promoteur du Birmingham Museum and Art Gallery financé par les bénéfices de la compagnie de gaz.

## Éducation gratuite
Très tôt, Collings montre un intérêt pour l'éducation en aidant à fonder la Devon and Exeter Boys Industrial School en 1862 . Il visite l'Amérique pour étudier son système éducatif et publie un aperçu du système scolaire américain en 1868  Cette brochure recommande la mise en place d'une forme d'enseignement scolaire gratuite et non confessionnelle similaire à celle des États-Unis en Angleterre et au Pays de Galles. La brochure de Collings conduit directement à la formation de la National Education League par les libéraux de Birmingham en 1869, avec George Dixon comme président et Jesse Collings comme secrétaire  . La Ligue est devenue une organisation de campagne majeure, mais le Forster's Education Act maintient la domination des écoles confessionnelles dans le système éducatif en Angleterre, au Pays de Galles et en Irlande. Collings demande que les autorités locales soient obligées de mettre en place des écoles suffisantes pour permettre à tous les enfants d'y assister; ces écoles devant être inspectées par l'État et gérées par le gouvernement local. Elles devaient être gratuites et la présence devrait être obligatoire.

## Réforme agraire
Les antécédents de Collings dans le Devon lui ont permis d'apprécier les problèmes des travailleurs agricoles et des petits agriculteurs rares dans une grande ville industrielle comme Birmingham . Il est un ami de Joseph Arch, le fondateur de la National Agricultural Labourers Union, qui vivait à Barford, Warwickshire, près de Birmingham. Collings estime que l'éducation est essentielle pour améliorer les conditions des travailleurs agricoles et qu'elle doit être gratuite. Le Syndicat national des travailleurs agricoles rejoint la Ligue nationale d'éducation. Collings permet à Chamberlain, maire de Birmingham et industriel millionnaire, de présider la réunion de Birmingham pour soutenir la première grève des travailleurs agricoles . Lorsque Chamberlain est devenu président de la Chambre de commerce, Collings devient son conseiller officieux sur les questions agricoles touchant les paysans en Grande-Bretagne et en Irlande.
Collings préconise la réforme agraire en accordant des allocations et de petites propriétés aux ruraux pauvres, aux paysans sans terre et même aux pauvres industriels. Il cite la colonie chartiste de Great Dodford comme un exemple réussi de ce qui pourrait être réalisé. Le slogan de la campagne de réforme agraire de 1885, Collings Three Acres and a Cow, est devenu le cri de guerre de la réforme agraire et de la lutte contre la pauvreté rurale . Trois acres et une vache étaient considérés comme suffisants pour qu'une famille puisse vivre, en particulier par rapport à la pauvreté rurale courante à cette époque . Pour certains, cependant, ce slogan est un regard en arrière et une source d'amusement chez de nombreux conservateurs et agriculteurs.
Joseph Chamberlain adapte le slogan Three Acres and a Cow pour son propre programme radical : il exhorte les autorités locales à acheter des terres pour fournir des jardins et des champs à tous les travailleurs qui pourraient les désirer, à louer à des loyers équitables dans des parcelles de 1 à 4 acres .
Collings fonde la Allotments Extension Association en 1883 pour promouvoir la formation de jardins familiaux et de petites exploitations. il collabore également étroitement avec la Highland Land Reform Association. La loi de 1882 sur l'extension des attributions est soumise au Parlement par Collings. En 1886, il y avait 394 517 attributions de moins de 4 acres et 272 000 jardins (Haywood, 1991).
En 1886, le travail de Collings aide à la défaite du gouvernement de Lord Salisbury, qui perd le vote sur le Discours du Trône, lorsque Collings propose son «Small Holdings Amendment Act». Un gouvernement libéral dirigé par William Ewart Gladstone prend sa place.
Le travail de Collings conduit également en 1908 au Small Holdings and Allotments Act (qui a conduit à la réinstallation de 30 000 familles sur la terre) et en 1919 au Land Settlement Act . Cependant, le programme de réforme agraire via les lotissements et les petites propriétés n'a jamais eu un impact considérable sur les campagnes, ni à l'époque de Collings, ni pendant l'entre-deux-guerres ,.

## Député

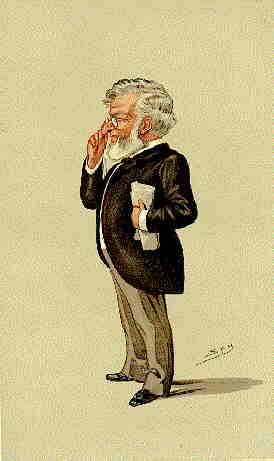
Une caricature de Jesse Collings dans Vanity Fair, 1888. La légende était " 3 acres et une vache ".

Il est député libéral pour Ipswich de 1880 jusqu'à sa destitution sur pétition en avril 1886, puis pour Birmingham Bordesley de 1886 à 1918 (jusqu'en 1912 en tant que libéral-unioniste, lorsque le parti est dissous, puis en tant que Conservateur).
Sur la recommandation de Chamberlain, Collings sert dans l'administration de Gladstone en tant que secrétaire parlementaire du Local Government Board en 1886, bien qu'à un salaire réduit. Collings rejoint le groupe des unionistes libéraux mis en place par Chamberlain en 1886 à la suite de la scission avec les libéraux de Gladstone sur l'Irlande. Collings sert dans le gouvernement de Salisbury en tant que sous-secrétaire d'État pour le ministère de l'Intérieur de 1895 à 1902.
Bien qu'il ait siégé au Parlement à partir de 1880 (avec une petite interruption) et est un ministre subalterne dans deux gouvernements, il est plus influent en dehors du Parlement - ses postes ministériels n'étaient pas liés à son plaidoyer pour la gratuité de l'éducation et la réforme agraire. Il est nommé conseiller privé en 1892.

## Libéral-unioniste
Le souci des unionistes libéraux était qu'ils donnaient la priorité à la question irlandaise sur la nécessité de réformes importantes dans d'autres domaines. Le mouvement de réforme agraire est alors divisé. Joseph Arch est resté libéral avec Gladstone et veille à ce que Collings soit écarté de la Allotments Extension Association. Collings a ensuite créé la Rural Labourers League, qui soutient la réforme agraire et préconise des tarifs sur les aliments importés pour soutenir l'économie rurale. Collings propose un système d'enseignement professionnel à travers des écoles gratuites dans les zones rurales. À tort ou non, Collings, ainsi que Chamberlain et d'autres, pensent que la réforme agraire en Irlande donnerait aux paysans un intérêt dans le pays et réduirait la pauvreté, mais il n'a convaincu ni les libéraux ni les conservateurs de l'essayer.
Il est nommé citoyen honoraire de la ville de Birmingham en 1911.
Collings publie Land Reform en 1906 et en 1914 La colonisation de la Grande-Bretagne rurale. Il publie également The Great War: Its Lessons and Warnings en 1915.
Collings continue d'être actif dans la promotion de la réforme agraire jusqu'en 1918, date à laquelle il prend sa retraite du Parlement  avec la suppression de son siège alors qu'il est âgé de 87 ans et le membre le plus âgé de la Chambre. Il est décédé en novembre 1920 à l'âge de 88 ans.